# Sourcefire
Sourcefire — американская компания, разработчик программных и аппаратных средств для обеспечения сетевой безопасности, наиболее известные продукты — система обнаружения и предотвращения вторжений Snort и антивирус ClamAV.
Основана в 2001 году, в 2013 году поглощена Cisco.

## История
Компания основана в 2001 году Мартином Рёшем (Martin Roesch), создателем Snort — продукта с открытым исходным кодом, ставшего фактическим стандартом для систем предупреждения и обнаружения вторжений. Уже к моменту основания фирмы количество скачиваний Snort по всему миру превысило 3 млн.
В 2005 году компанию за $225 миллионов пыталась приобрести фирма Check Point, но сделка не состоялась в связи с протестом со стороны правительства США.
17 августа 2007 года компания приобрела права на антивирус ClamAV.
23 июля 2013 года Sourcefire была куплена корпорацией Cisco за $2,7 млрд.

## Продукты
Исторически первый и базисный продукт Snort — система обнаружения вторжений с открытым исходным кодом. На его основе построено коммерческое решение для предотвращения вторжений The Sourcefire 3D System, в него включены следующие компоненты:
- IPS — строится на открытом механизме предотвращения вторжений Snort;
- Adaptive IPS — строится на закрытой технологии адаптивного предотвращения вторжений;
- Enterprise Threat Management — обеспечивает информацию об атаках в режиме реального времени.

Также компании принадлежали права на ClamAV — антивирус с открытым исходным кодом.